# فرطان کهنه
صفحه اصلی روستای فرطان کهنه، روستایی از توابع بخش مرکزی شهرستان اسفراین در استان خراسان شمالی ایران است.

## جمعیت
این روستا در دهستان آذری قرار دارد و براساس سرشماری مرکز آمار ایران در سال ۱۳۸۵، جمعیت آن ۱٬۷۴۹ نفر (۴۰۳خانوار) بوده‌است.